# Ильинская волость (Боровский уезд)
Ильинская волость — волость в составе Боровского и Малоярославецкого уездов Калужской губернии, существовала до 1924 года.
Центром волости было село Ильинское.
В 1919 году президиум Калужского губисполкома утвердил постановление Боровской уездной комиссии о переименовании волости Ильинской в Ленинскую.
После упразднения Боровского уезда по декрету ВЦИК от 13.02.1924 «Об административном делении Калужской губернии» территория волости вошла в состав Абрамовской волости Малоярославецкого уезда.
По постановлению ВЦИК от 12.07.1929 «О составе округов и районов Московской области и их центрах» Малоярославецкий уезд Калужской губернии вошёл в Калужский округ Московской области.

## Населённые пункты
В 1913 году в состав волости входили следующие населённые пункты (курсивом выделены ныне исчезнувшие):
- Алехново, сельцо
- Аннино, деревня
- Анюхино, деревня
- Астреево, деревня
- Боболи, село, церковно-приходская школа
- Бураково, деревня
- Васильевское, деревня55°01′46″ с. ш. 36°16′59″ в. д.HGЯO, на реке Перинка — расселена в 1980 году[4]
- Грядки, деревня 55°01′53″ с. ш. 36°11′40″ в. д.HGЯO, на реке Лужа — исчезла
- Дарьино, деревня55°02′49″ с. ш. 36°19′01″ в. д.HGЯO, на реке Перинка — расселена в 1966 году[4]
- Дуркино, сельцо
- Зажовка, деревня 54°55′39″ с. ш. 36°06′27″ в. д.HGЯO на реке Любинка — исчезла
- Замыцкое, сельцо 55°00′47″ с. ш. 36°13′56″ в. д.HGЯO, на реке Перинка — расселена в 1966 году[4]
- Ильинское (Рыбино), село, школа
- Каменево, деревня
- Константиново, сельцо
- Кудиново, деревня
- Куклеиха (Ануфриевское), деревня 55°03′11″ с. ш. 36°17′58″ в. д.HGЯO, на реке Перинка — исчезла в 1966 году[4]
- Лобково, деревня
- Лужное (Болынь), деревня[5]
- Марьино (Мазнево), деревня
- Мосалово, село, земская школа
- Мосаловская слободка, деревня — исчезла
- Некрасово (Шихино), деревня
- Ново-Шубино, деревня 54°56′46″ с. ш. 36°12′31″ в. д.HGЯO — исчезла
- Паново, деревня54°59′56″ с. ш. 36°09′41″ в. д.HGЯO, на реке Лужа — исчезла
- Пирогово, сельцо
- Рылово, деревня, земская школа 55°02′12″ с. ш. 36°14′27″ в. д.HGЯO — исчезла
- Старое Рыбино, деревня[6]
- Сергиевка, деревня 54°58′39″ с. ш. 36°11′08″ в. д.HGЯO — поглощено селом Ильинское
- Тяпино, деревня 55°04′16″ с. ш. 36°15′23″ в. д.HGЯO — расселена в 1971 году[4]
- Фопилово(Башкировка), сельцо
- Шубино, деревня — исчезла
- Лукьяново, село, земская школа